# Francisco Claver Ramírez
Francisco Claver Ramírez Ramírez (nacido como Francisco Claver Ramírez Ramírez, el 15 de marzo de 1910 en Ciudad de El Santuario, Antioquia, Colombia) fue un prolífico artista plástico, muralista, escultor y vitralista, considerado uno de los exponentes más representativos del arte sacro en Antioquia. Aunque su gran producción merece un estudio más detallado, es reconocible en varias iglesias del departamento por su arte y talento.

## Inicios y Estudios
Hijo del comerciante Emigdio Ramírez y Luzmilda Ramírez, mostró desde muy pequeño dotes para el dibujo y la pintura. Estudió su ciclo regular en el colegio San Luis Gonzaga de su municipio, donde recibió las primeras clases de estética con el maestro Floro Ezequiel Zuluaga Gómez. Con un talento e inclinación natural para las artes, avanzó hasta convertirse en el artista más connotado de su comarca. Una vez terminó sus primeros estudios académicos, se trasladó a Medellín, donde recibió clases con los maestros Luis Eduardo Vieco Ortiz y Pedro Nel Gómez, y con el arquitecto italiano Albano Germanetti.
En la capital antioqueña trabajó durante algún tiempo en la empresa Artística de Vitrales, fundada en 1956 por el artista español Juan Gabriel Arcos Verdaguer, donde se encargaba de la labor de la pintura y el detalle de rostros. 
Tuvo un constante contacto con su tierra natal, tanto así que la Sociedad de Mejoras Públicas del mismo municipio le encargó, junto a su maestro Floro Ezequiel Zuluaga, la elaboración de un escudo de armas para el municipio, y tres retratos para el Concejo Municipal: del General de División José María Córdova, del General Francisco Giraldo Arias y del coronel Anselmo Pineda, del que también elaboró un busto.
Sus obras no firmadas en el plano escultórico muestran la ausencia de información en cuanto a su cantidad, y reposan versiones que muchos de sus trabajos quedaron en sacristías de los templos y en manos de particulares.

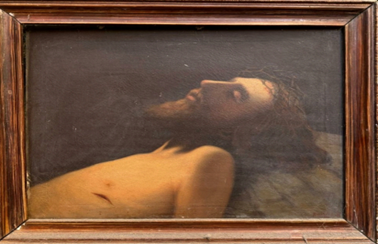

Tuvo un constante contacto con su tierra natal, tanto así que la Sociedad de Mejoras Públicas del mismo municipio le encargó, junto a su maestro Floro Ezequiel Zuluaga, la elaboración de un escudo de armas para el municipio, y tres retratos para el Concejo Municipal: del General de División José María Córdova, del General Francisco Giraldo Arias y del coronel Anselmo Pineda, del que también elaboró un busto.
Sus obras no firmadas en el plano escultórico muestran la ausencia de información en cuanto a su cantidad, y reposan versiones que muchos de sus trabajos quedaron en sacristías de los templos y en manos de particulares.

## Obra Artística
Gran parte de su obra reposa en el municipio de El Santuario, concretamente en la Parroquia Nuestra Señora de Chiquinquirá, que exhibe unos hermosos vitrales dedicados a las promesas del Corazón de Jesús a Santa Margarita María Alacoque, y en la Basílica Menor San Judas Tadeo, donde destacan las figuras que representan algunas de las estaciones de la Pasión de Cristo, de tamaño natural, sumando cerca de ciento tres figuras humanas.
Su buena relación con la curia, así como su fervor católico, lo hicieron una persona aceptada en los trabajos artísticos de la Iglesia, sobre todo, en múltiples parroquias de la capital antioqueña, tanto así que, Monseñor Jaime Serna (Humberto Bronx), le invita a realizar un vitral en la parroquia Santo Tomás de Aquino, llamado: "María, Madre de la Iglesia Antioqueña", en cuyas representaciones se evidencia una fuerte tendencia hacia la expresión del color local y del regionalismo. Así mismo, el presbítero Ramón Arcila lo invita a la Parroquia María Auxiliadora, del municipio de Sabaneta, para encargarse de la realización de sus vitrales.
Se cuenta que parte de sus trabajos artísticos reposan en Panamá, Guatemala y en Italia, donde, al parecer, hay una obra de su autoría en una de las salas del Vaticano, en Ciudad del Vaticano. En Venezuela, el presidente Luis Herrera Campins inauguró en Maracaibo el vitral "Los Niños Cantores de Zulia".
Fuera del Valle de Aburrá, el maestro Ramírez Ramírez dejó obras artísticas en templos de Rionegro, La Ceja, Jericó, El Retiro y Venecia, y fuera de Antioquia, en Pradera y Restrepo (Valle del Cauca); Santa Rosa de Cabal (Risaralda) y Barranquilla (Atlántico).
Dentro de su trabajo en la plástica se destaca su gran habilidad como retratista. Su colección de óleos se puede apreciar en la en la Catedral Metropolitana, en la galería de arzobispos de Medellín; en la galería de Medicina, en el Paraninfo de la Universidad de Antioquia y en la galería de la Academia Antioqueña de Historia.